# Jennifer Field (Schauspielerin)
Jennifer Anne Field (* 7. Dezember 1981 in San José, Santa Clara County, Kalifornien) ist eine US-amerikanische Schauspielerin, Synchronsprecherin und Model.

## Leben
Field wurde am 7. Dezember 1981 in San José geboren. Ihre Mutter ist Südkoreanerin und stammt aus Seoul, ihr englisch-irisch-deutscher Vater, ein Rechtsanwalt, wurde in Roswell geboren. Sie wuchs im östlichen San José auf. Im Alter von sechs Jahren begann sie mit Klavier- und Tanzunterricht. In der dritten Klasse schrieb sie erste eigene Stücke. Sie absolvierte ihr Theaterstudium an der Santa Clara University, das sie mit dem Bachelor of Arts abschloss. Während ihres Studiums absolvierte sie ein Schauspielpraktikum bei der Marin Shakespeare Company, einem regionalen Equity-Theater. Mitte der 2000er Jahre nahm sie an mehreren Schönheitswettbewerben teil. 2006 gewann sie die Titel Miss San Jose Grand Prix und Miss Champ Car. Außerdem wurde sie zur Miss Asian America 2006–2007 und Miss Talent 2006–2007 gekürt. 2013 wurde sie Mutter eines Sohnes.
Ihr Schauspieldebüt feierte Field 2006 im Kurzfilm The Monk and the Maid. Nach weiteren kleineren Rollen in Kurz- und Spielfilmen erhielt sie 2010 in drei Episoden der Fernsehserie Ktown Cowboys die Rolle einer Barkeeperin. Im Folgejahr stellte sie in neun Episoden der Fernsehserie Moving Numbers die Rolle der Alicia dar. Ab demselben Jahr bis einschließlich 2013 spielte sie in elf Episoden der Fernsehserie Caribe Road die Rolle der Ashley Belle. 2013 wirkte sie im Musikvideo zum Lied No Turning Back der Künstler Chops, Dumbfoundead und Paul Kim mit. Weitere größere Serienbesetzung erhielt Field 2017 in fünf Episoden der Fernsehserie Sangre Negra als Susan Wu und von 2017 bis 2019 als Zoe in drei Episoden der Fernsehserie Millennials. 2021 wirkte sie in der Rolle der Familienmutter Lacey Samson im Tierhorrorfilm Swim – Schwimm um dein Leben! mit. 2021 spielte sie in einer Episode der Fernsehserie General Hospital die Rolle der US Attorney Beatrice Jones. Seit 2022 stellt sie in derselben Serie die Rolle der Jennifer Arden dar.
Sie wirkte in mehreren Stücken des Mayer Theatre und des Lyric Theatre mit. In der Zeichentrickserie Robot Chicken war sie als Synchronsprecherin zu hören.

## Filmografie (Auswahl)

### Schauspiel
- 2006: The Monk and the Maid (Kurzfilm)
- 2008: Entourage (Fernsehserie, Episode 5x02)
- 2008: Metal Man
- 2009: Love: Cupid Style (Kurzfilm)
- 2009: True Tales of Terror (Fernsehserie)
- 2009: Myeongwol (Kurzfilm)
- 2009: 1-900-Drinking-Buddy (Kurzfilm)
- 2009: 1000 Wege, ins Gras zu beißen (1000 Ways to Die, Fernsehdokuserie, Episode 2x02)
- 2009: Kontrast
- 2010: Caller ID
- 2010: Ktown Cowboys (Fernsehserie, 3 Episoden)
- 2010: Finding Bella
- 2010: Dater's Insurance (Fernsehserie, Episode 1x02)
- 2010: Crucero (Kurzfilm)
- 2010: Alice in Murderland
- 2011: When Noah Calls
- 2011: Elevator (Fernsehserie, Episode 4x21)
- 2011: Rift
- 2011: Hopelessly in June
- 2011: Moving Numbers (Fernsehserie, 9 Episoden)
- 2011–2013: Caribe Road (Fernsehserie, 11 Episoden)
- 2012: The Wolf (Kurzfilm)
- 2012: Three of a Kind (Kurzfilm)
- 2012: Keye Luke (Kurzfilm)
- 2013: Leaving Limbo
- 2014: Exit 13
- 2014: The Birthday Boys (Fernsehserie, Episode 2x05)
- 2014: Sunset Club (Fernsehserie, Episode 1x01)
- 2015: I Remember a Lot of Octobers (Kurzfilm)
- 2015: Christmas Trade
- 2015: Night In (Kurzfilm)
- 2016: The Road Trip (Kurzfilm)
- 2016: House of Lies (Fernsehserie, Episode 5x03)
- 2016: My Thai Life (Fernsehserie, Episode 1x01)
- 2016: Chance (Fernsehserie, Episode 1x10)
- 2016: Into the Equinox
- 2017: Sangre Negra (Fernsehserie, 5 Episoden)
- 2017: Web of Spies (Fernsehserie)
- 2017–2019: Millennials (Fernsehserie, 3 Episoden)
- 2018: Taxi: All Is Fare (Fernsehserie, Episode 1x01)
- 2018: Night Pulse
- 2018: Surviving Theater 9 (Kurzfilm)
- 2018: For the People (Fernsehserie, Episode 1x07)
- 2018: Ready (Kurzfilm)
- 2018: 9-1-1 (Fernsehserie, Episode 2x02)
- 2018: Murder at the Mansion (Fernsehfilm)
- 2018: Swipe (Fernsehserie)
- 2018: First Date (Kurzfilm)
- 2019: Only in Dreams (Kurzfilm)
- 2019: Lost Angelas
- 2019: To Hell and Gone
- 2019: Normal (Kurzfilm)
- 2019: Trust Issues (Kurzfilm)
- 2019: Nidorina (Kurzfilm)
- 2020: Body of Night
- 2020: JACK'S MOM: Autism Warrior Princess (Kurzfilm)
- 2020: Choke
- 2020: The Five Rules of Success
- 2020: Comisery
- 2020–2021: Artificial (Fernsehserie, 20 Episoden)
- 2021: Jim's Gibberish (Kurzfilm)
- 2021: Unofficial Official Story Podcast (Fernsehserie)
- 2021: Rebellin (Rebel, Fernsehserie, Episode 1x09)
- 2021: Bosch (Fernsehserie, Episode 7x06)
- 2021: Dreaming Hollywood
- 2021: Swim – Schwimm um dein Leben! (Swim)
- 2021: Party from Hell
- 2021: A Daughter's Deceit (Fernsehfilm)
- 2021: Sangre Negra... Black Blood (Fernsehserie, 3 Episoden)
- 2021: Projections (Kurzfilm)
- 2021: General Hospital (Fernsehserie, Episode 1x14755)
- 2022: Good Trouble (Fernsehserie, Episode 4x05)
- 2022: American Gangster: Trap Queens (Fernsehserie, Episode 3x07)
- 2022: The Old Man (Fernsehserie, 2 Episoden)
- 2022: Roswell, New Mexico (Fernsehserie, 3 Episoden)
- seit 2022: General Hospital (Fernsehserie)
- 2022: Sangre Negra...Black Blood (Fernsehserie, 3 Episoden)
- 2023: Seattle Firefighters – Die jungen Helden (Station 19, Fernsehserie, Episode 4x05)
- 2024: Bond – Kizuna

### Synchronisationen
- 2011: Robot Chicken (Zeichentrickserie, Episode 5x14)
- 2021: Dreaming Hollywood
- 2021: Robot Chicken (Zeichentrickserie, Episode 11x11)

## Theater (Auswahl)
- Merry Wives of Windsor, Marin Shakespeare Company
- Dead Man Walking, Fess Parker Studio
- The Tempest, Northside Theatre Company
- Lysistrata, Mayer Theatre
- The Vagina Monologues, Mayer Theatre
- Pirates of Penzeance, Lyric Theatre
- Iolanthe, Lyric Theatre